# Эйн-ха-Шофет
Эйн-ха-Шофе́т (ивр. עין השופט‎) — кибуц в Израиле. Расположен в Нижней Галилее, в 30 км к юго-востоку от Хайфы и в нескольких километрах от Йокнеама.

## История
Основан в 1937 году выходцами из Америки, Польши и Австрии.
В кибуце есть два завода. «Эльтам» производит детали для газоразрядных и галогеновых ламп, ламповые переходники и т. д. «Мивраг» специализируется на холодной штамповке металлоизделий. Также в кибуце имеется молочная и птицеферма.
В кибуце хорошо развита инфраструктура: два магазина, кинотеатр, бассейн, тренажерный зал, оранжерея декоративных растений, небольшой зоопарк, прачечная, библиотека, теннисные корты, дом для престарелых людей, столовая.
Кибуц стал известен благодаря двум программам еврейского-агентства «Сохнут» — «Первый дом на родине» и «Ульпан-кибуц».

## Население
По данным Центрального статистического бюро Израиля, население на начало 2020 года составляло 861 человек.